# 山口家継
山口 家継（やまぐち いえつぐ、生没年不詳）は、平安時代末期の武蔵国入間郡の武将。通称は小七郎。父は村山頼家。子に山口家俊・仙波家信。初代山口城主。武蔵山口氏の祖。
武蔵七党村山党の一族。兄弟の大井家綱・宮寺家平・金子家範と共に武蔵国入間郡及び多摩郡北部に勢力をはっていた。
家継は入間郡山口（所沢市山口）に移住し山口城を築城。山口氏を称した。子孫は代々山口に住した。